# Шевяков, Николай Николаевич (металлург)
Николай Николаевич Шевяков (18 декабря 1920, Москва — 1989, Москва) — советский учёный-металлург, ректор Всесоюзного заочного машиностроительного института (ВЗМИ) с 1962 по 1972 годы. Кандидат технических наук, профессор кафедры «Экономика и менеджмент» НИТУ «МИСиС».

## Биография
Шевяков Николай Николаевич родился в Москве 18 декабря 1920 года. С 1939 года учился в Московском механико-машиностроительном институте им. Н. Э. Баумана, с 1941 — в Московском станкоинструментальном институте им. И. В. Сталина. В 1944 году окончил технологический факультет «Станкина» по специальности «инженер-механик». В 1951 году поступил в аспирантуру кафедры «Экономика и организация производства» Московского института стали, в 1954 году защитил диссертацию на соискание степени кандидата технических наук. С 1946 по 1962 годы Шевяков работал в Московском институте стали ассистентом, доцентом, заведующим кафедрой общего машиностроения, деканом вечернего факультета МИСиС в городе Электростали.
С мая 1962 по ноябрь 1972 года — ректор Всесоюзного заочного машиностроительного института, одновременно с октября 1963 года занимал должность заведующего (и профессора) кафедрой машин-автоматов и автоматических линий. Должность заведующего кафедрой оставил в июне 1973 года. С 1973 по 1978 годы работал на заводе «Рассвет» начальником вычислительного центра. В 1978 году Шевяков вернулся на работу в МИСиС на кафедру экономики и организации производства. Здесь он работал доцентом и профессором вплоть до выхода на пенсию в 1985 году.
Является автором свыше 100 опубликованных научных и учебно-методических работ и 7 авторских свидетельств.

## Признание
Награждён орденом «Знак почёта», медалью «За оборону Москвы».